# Till Eulenspiegels lustige Streiche

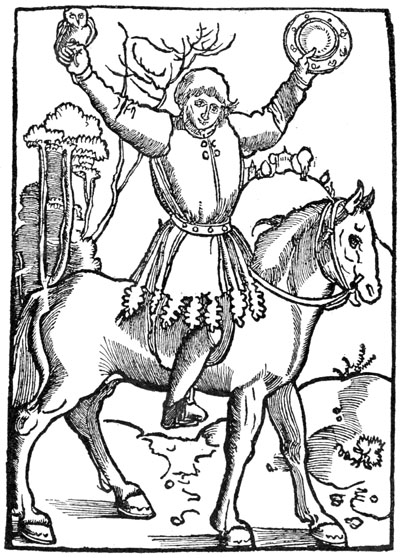
Till Eulenspiegel (Holzschnitt, 1515)

Till Eulenspiegels lustige Streiche op. 28, TrV 171 ist eine Tondichtung für großes Orchester von Richard Strauss. Das Werk des damals erst 30-jährigen Komponisten zählt heutzutage zu den beliebtesten und meistgespielten Orchesterwerken überhaupt. Die Spieldauer beträgt circa 15 Minuten.

## Entstehung
Richard Strauss arbeitete von Ende 1893 bis Frühjahr 1894 an einem Libretto für eine projektierte Oper mit dem Titel Till Eulenspiegel bei den Schildbürgern, welche seinem Guntram als komisch-satirisches Gegenstück folgen sollte. Gegenüber einem unbekannten Empfänger äußert er sich wie folgt:
„Jetzt bin ich daran, einen ‚Till Eulenspiegel bei den Schildbürgern’ mir zurechtzulegen, eine ganz nette Handlung habe ich bereits zusammen, nur die Gestalt des Herrn Till Eulenspiegel sehe ich noch nicht ganz genau vor mir, das Volksbuch überlieferte nur einen Schalk, der als dramatische Figur zu seicht ist – eine Vertiefung der Figur nach der Seite der Menschenverachtung hin hat aber auch seine großen Schwierigkeiten (...)“.
Vermutlich skizzierte Strauss bereits einige musikalische Motive, doch brach er die Arbeit aus unbekannten Gründen ab. Im Herbst 1894 griff Strauss das Sujet dann wieder auf und benutzte den bereits entstandenen „Till Eulenspiegel“-Text als Programm für die Tondichtung Till Eulenspiegels lustige Streiche; nach alter Schelmenweise in Rondeauform; für großes Orchester gesetzt. Gemäß Hartmut Becker kündet „schon dieser Titel mit der altertümelnden Formenangabe ‚Rondeau‘ und dem gestelzt wirkenden Ausdruck ‚gesetzt‘ von den Grimassen des Schalks Till, der hier nicht nur mit seinen Mitmenschen, sondern – in Gestalt des Komponisten – auch mit den Hörern seine Possen spielt.“

Die Reinschrift beendete Strauss am 6. Mai 1895 in München. Das Stück ist Arthur Seidl gewidmet, einem Publizisten und Nietzscheaner, mit dem er seit einigen Jahren befreundet war. Uraufgeführt wurde das Werk am 5. November 1895 im Rahmen des zweiten Abonnementkonzerts der Kölner Konzertgesellschaft im Gürzenich zu Köln mit dem Städtischen Gürzenich-Orchester unter der Leitung von Franz Wüllner. 

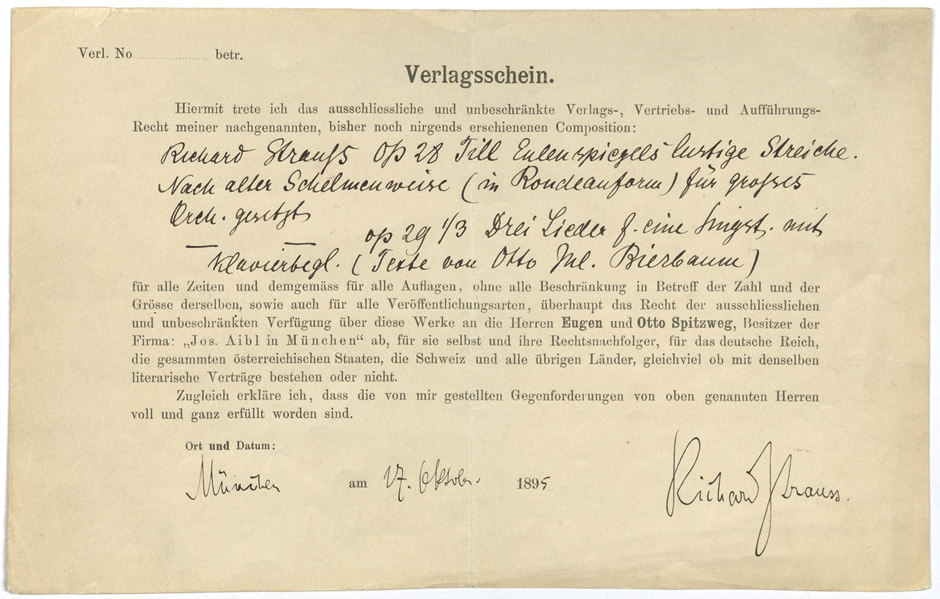
Verlagsschein Till Eulenspiegel (1895)

## Musikalische Gestalt
Nachdem Tod und Verklärung formal als modifizierte Sonatenform gestaltet war, griff Strauss, wie schon der Titel anzeigt, hier auf das in Don Juan zugrunde gelegte Rondoprinzip mit durchführungsartigen Passagen zurück; umrahmt wird das Werk von einem Prolog und einem Epilog, in denen das Orchester sozusagen die Rolle eines Erzählers übernimmt. Die Rondoform erweist sich dabei als sehr frei gestaltet; das Stück enthält ebenso Elemente einer Sonatenform wie einer Variation und erinnert mit seinem raschen 6/8-Takt unzweifelhaft an ein symphonisches Scherzo. Letztlich spricht aber auch einiges dafür, die Angabe „in Rondeauform“ durch den Komponisten als eine bewusste Irreführung zu verstehen.
Das Werk umfasst insgesamt 657 Takte und steht in der Grundtonart F-Dur. Bemerkenswert sind u. a. parodistische und tonmalerische Effekte, Strauss' nuancenreiche Instrumentation sowie detaillierte Angaben bzgl. Tempo, Dynamik und Charakter (Vortragsbezeichnungen). Ferner wird die Titelfigur Till Eulenspiegel, ähnlich wie schon in Don Juan, durch mehrere Themen charakterisiert.

### Prolog
Das Werk beginnt mit einer fünftaktigen Einleitung (Prolog), die allerdings erst später hinzukam – ursprünglich sollte die Musik direkt im vollen Zeitmass einsetzen. Der nachkomponierte Prolog wirkt ein wenig wie das Öffnen eines Bühnenvorhangs bzw. als würde ein Erzähler „Es war einmal“ vorlesen. Strauss präsentiert hier schon mal die Grundzüge der Till-Motivik und überschrieb diese mit den Worten: „Es war einmal ein Schalknarr“. Im gesamten Stück spielt die Einleitung jedoch keine weitere Rolle, ehe sie ganz zum Schluss als Epilog (im Zeitmass des Anfangs) nochmals erklingt.
Nach dem Prolog treten vier Episoden (Streiche) nacheinander auf, welche Tills Streiche musikalisch illustrieren: In der ersten Episode wird Tills Ritt in die Töpfe der keifenden Marktweiber dargestellt, in der zweiten predigt er verkleidet als Mönch. In der dritten Episode werden Eulenspiegels vergebliche Annäherungsversuche an ein Mädchen sowie seine Kandidatur bei einem Gelehrtenkreis vertont. Zu guter Letzt wird der Schelm vor Gericht zum Tode verurteilt.

### Hauptthemen
Wenige Takte später werden zwei kontrastierende Themen vorgestellt, die den Protagonisten Till Eulenspiegel quasi leitmotivartig repräsentieren und im Verlauf des Werks variiert erscheinen.

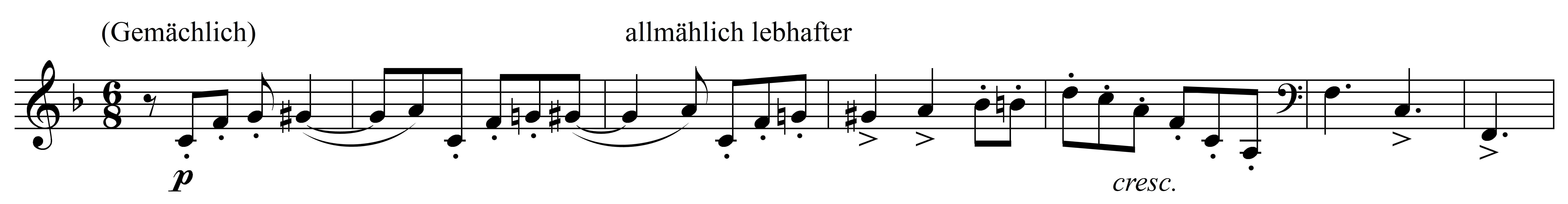
Till Eulenspiegel: 1. Thema (Hornsolo)

Das erste Thema (T. 6–12) wird unmittelbar nach dem Prolog im raschen Tempo vom 1. Horn gespielt und repräsentiert den symphonischen Helden Till Eulenspiegel. Das Motiv mit seinem teils chromatisch gefüllten Aufgang beginnt wegen des über drei Achtel gehaltenen gis' bei jeder Wiederholung (es wird zweimal wiederholt) eine Achtel später – eine metrische Störung, die zugleich sinnbildlich für den chaotischen Charakter Tills steht, der gleichgültig überlieferte Regeln verachtet.

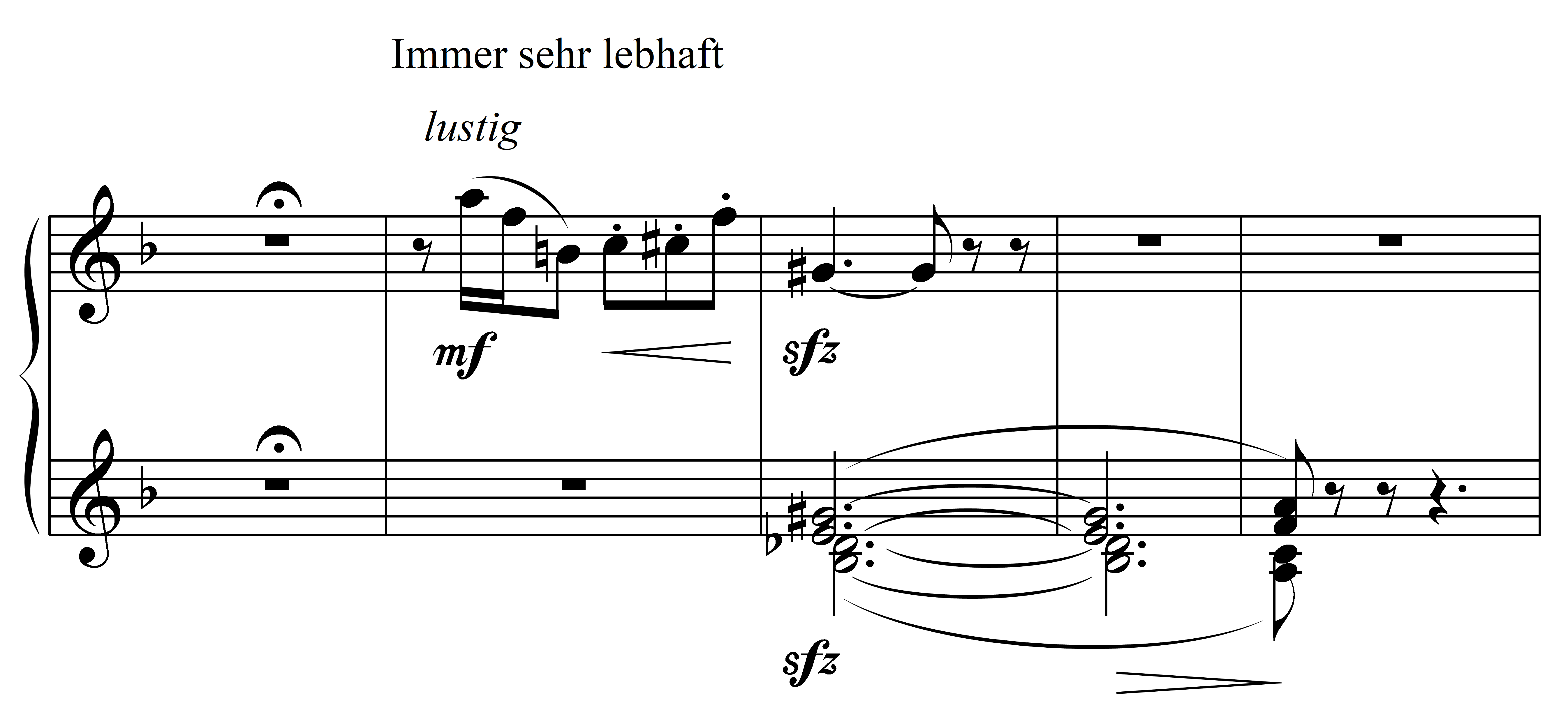
Till Eulenspiegel: 2. Thema, bestehend aus Motiv 1 (D-Klarinette) und Motiv 2 (Oboen & Englischhorn)

Das zweite Thema, das ebenfalls Till Eulenspiegel repräsentiert, ist wohl eher als eine Motiv-Kombination zu bezeichnen und erscheint als „ruhige“ Streicher-Version andeutungsweise bereits im Prolog (T. 1–4). Seinen schelmenhaften Charakter (Beginn auf unbetonter Zählzeit, starke rhythmische Kontraste, Vortragsbezeichnung lustig) erhält das Thema allerdings erst, wenn es in den Takten 46–49 von der grellen D-Klarinette vorgetragen wird. Es besteht aus einem melodischen Teil, einer ab- und aufwärtsgerichteten Sechstonfigur, und einer harmonischen, die bewegte Figur ruckartig anhaltende Wendung, die sich in der Zieltonart auflöst. Der Akkord, in den das Motiv mündet (unter dem lang gehaltenen gis'), kann zugleich als Parodie des Tristanakkords von Richard Wagner verstanden werden. Auf diese Weise emanzipierte sich Strauss kompositorisch vom Erbe Wagners.

## Anmerkungen zum Programm

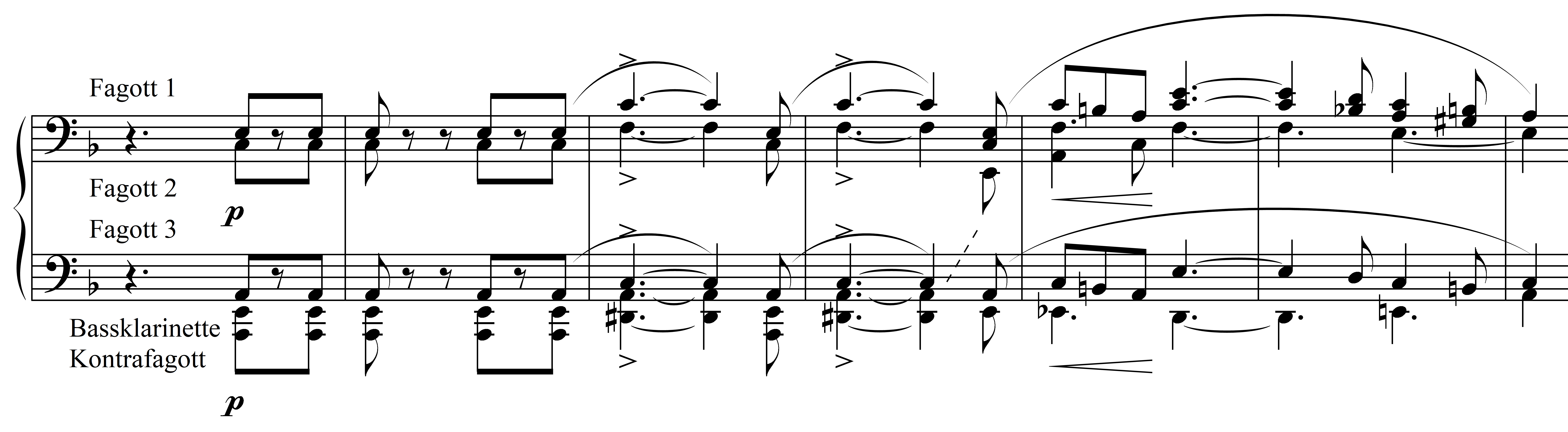
Philistermotiv (a-Moll-Episode)

### Gesamtform
| Nr.   | Abschnitt (mit Strauss' Programmnotizen)                                                                                | Takt | Taktart | Tempo- / Vortragsangabe                              |
| ----- | --- | ---- | ------- | ---------------------------------------------------- |
| 1.    | Es war einmal ein Schalknarr (Prolog)                                                                                   | 1    | 4/8     | Gemächlich                                           |
| 2.    | Namens „Till Eulenspiegel“                                                                                              | 6    | 6/8     | allmählich lebhafter                                 |
|       | | 14   | 6/8     | Volles Zeitmass. (sehr lebhaft)                      |
| 3.    | Das war ein arger Kobold                                                                                                | 46   | 6/8     | Immer sehr lebhaft / lustig                          |
| 4.    | Auf zu neuen Streichen                                                                                                  | 75   | 6/8     |                                                      |
| 5.    | Wartet nur, ihr Duckmäuser                                                                                              | 113  | 6/8     | (nicht eilen) / grazioso                             |
| 6.    | Hop! Zu Pferde mitten durch die Marktweiber [1. Streich]                                                                | 134  | 6/8     |                                                      |
| 7.    | Mit Siebenmeilenstiefeln kneift er aus                                                                                  | 151  | 6/8     |                                                      |
| 8.    | In einem Mauseloch versteckt                                                                                            | 159  | 6/8     |                                                      |
| 9.    | Als Pastor verkleidet trieft er von Salbung und Moral [2. Streich]                                                      | 179  | 2/4     | Gemächlich                                           |
| 10.   | Doch aus der großen Zehe guckt der Schelm hervor                                                                        | 191  | 2/4     | (schelmisch)                                         |
| 11.   | Faßt ihn ob des Spottes mit der Religion doch ein heimliches Grauen vor dem Ende                                        | 196  | 2/4     |                                                      |
| 12.   | Till als Kavalier zarte Höflichkeit mit schönen Mädchen tauschend [3. Streich]                                          | 208  | 6/8     | Erstes Zeitmass (sehr lebhaft) / (geschmeidig)       |
| 13.   | Er wirbt um sie | 221  | 6/8     | scherzando, espressivo                               |
| 14.   | Ein feiner Korb ist auch ein Korb                                                                                       | 245  | 6/8     | ruhiger – wütend – immer lebhafter                   |
| 15.   | Schwört Rache zu nehmen an der ganzen Menschheit                                                                        | 263  | 6/8     | ausdrucksvoll                                        |
| 16.   | Philistermotiv [4. Streich]                                                                                             | 293  | 6/8     |                                                      |
| 17.   | Nachdem er den Philistern ein paar ungeheuerliche Thesen aufgestellt hat, überlässt er die Verblüfften ihrem Schicksal. | 313  | 6/8     |                                                      |
| 18.   | Grimasse von weitem [letzter Streich]                                                                                   | 344  | 6/8     |                                                      |
| 19.   | Tills Gassenhauer | 375  | 2/4     | leichtfertig                                         |
|       | | 393  | 2/4     | schnell und schattenhaft                             |
|       | | 410  | 6/8     | etwas gemächlicher                                   |
|       | Till-Thema (Reprise) | 429  | 6/8     | allmählich lebhafter, Volles Zeitmass (sehr lebhaft) |
| 20.   | Das Gericht | 576  | 6/8     | (drohend)                                            |
| 21.   | Er pfeift noch gleichgültig vor sich hin!                                                                               | 585  | 6/8     | gleichgültig                                         |
| 22.   | Hinauf auf die Leiter! Da baumelt er, die Luft geht ihm aus, eine letzte Zuckung – Tills Sterbliches hat geendet        | 618  | 2/4     |                                                      |
| [23.] | Epilog | 635  | 4/8     | Doppelt so langsam (im Zeitmass des Anfangs)         |
|       | (Coda) | 653  | 6/8     | Sehr lebhaft                                         |